# Angelica Rozeanuová
Angelica Rozeanuová-Adelsteinová (15. října 1921 v Bukurešti v Rumunsku - 22. února 2006 v Haifě v Izraeli) byla rumunská Židovka hrající stolní tenis za Izrael. Byla jednou z nejúspěšnějších hráček stolního tenisu v historii.

## Získané tituly
- Mistryně světa ve dvouhře 1950–1955,
- mistryně světa ve čtyřhře 1951, 1953, 1955 a 1956,
- členka vítězného družstva na MS 1950, 1951, 1953, 1955 a 1956,
- mistryně Evropy 1958 a 1960.